# Les Bottereaux
 Les Bottereaux  là một xã thuộc tỉnh Eure trong vùng Normandie miền bắc nước Pháp.